# سخاوت حسین رونی
سخاوت حسین رونی (بنگالی: সাখাওয়াত হোসেন রনি؛ زادهٔ ۸ اکتبر ۱۹۹۱) بازیکن فوتبال اهل بنگلادش است.
از باشگاه‌هایی که در آن بازی کرده است می‌توان به باشگاه فوتبال شیخ جمال دانموندی، باشگاه فوتبال آباهانی داکا، و باشگاه فوتبال شیخ راسل اشاره کرد.
وی همچنین در تیم ملی فوتبال بنگلادش بازی کرده است.